# Antonina Rodrigo
Antonina Rodrigo García (Granada, 4 de febrero de 1935) es una escritora española feminista, residente en Barcelona desde 1970. Ha destacado por la calidad de sus estudios biográficos. Es especialista en historia de la República, la Guerra Civil y el Exilio, casi siempre vinculada a personajes femeninos, a menudo olvidados, a los que recupera para la historia.  Entre sus biografías están la de Mariana de Pineda, Margarita Xirgu, María Lejárraga, Salvador Dalí y Anna Maria Dalí, Federico García Lorca, Josep Trueta, María Antonia Vallejo Fernández «La Caramba» o María Teresa Toral. El 14 de junio de 2022 fue investida Doctora Honoris Causa por la Universidad de Granada.

## Biografía

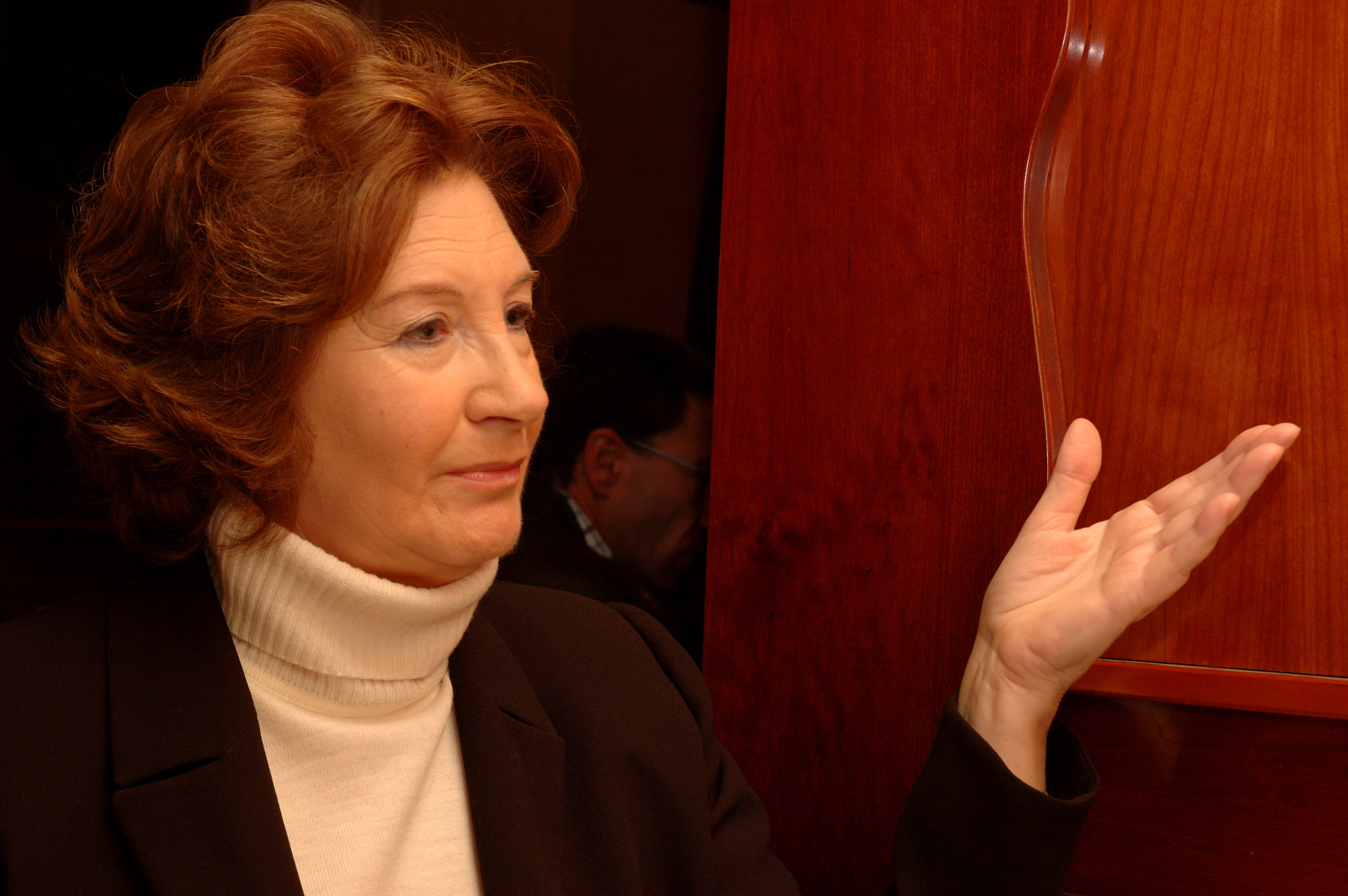
Antonina Rodrigo en el Museo de Historia de Cataluña en 2004.

Nació en Granada, en el barrio del Albaicín. Su madre, Purificación García de Biedma, era andaluza y su padre, Augusto Rodrigo, era manchego. Realizó sus primeros estudios en la única escuela laica de Granada que existía en la época, la Academia-Colegio de Nuestra Señora del Carmen fundada a principios de siglo por una maestra republicana, Francisca Casares Contreras, Doña Paquita a la que también asistió Tica Fernández Montesinos, sobrina de Federico García Lorca.
Se casó en 1965 con el militante cenetista Eduardo Pons Prades en Granada, Antonina eligió la fecha del 1 de septiembre, día en que nació Mariana Pineda. Después de la boda Antonina y Eduardo viajaron a Madrid y posteriormente a Francia, donde vivieron en Carcasona y Perpiñán. En 1970 recalaron en Barcelona donde Antonina Rodrigo continúa residiendo. En febrero de 2017 fue galardonada con la Medalla de Andalucía.

## Obra
Esta andaluza de formación autodidacta, comenzó su andadura literaria colaborando en los diarios Patria e Ideal, donde se encargaba de reportajes puntuales combinando la investigación periodística con la histórica. Años más tarde, comenzó a colaborar con el Diario de Granada y las revistas Triunfo, Historia y vida, Norma, Caracol, Ínsula y Tiempo de Historia.
Como escritora, se inició en 1960 con Retablo de Nochebuena, pero pronto pasó a interesarse por el teatro, el mundo de la farándula y sus protagonistas. De este interés aparecieron su obras Almagro y su corral de comedias (1970), María Antonia la Caramba: el genio de la tonadilla en el Madrid goyesco (1972) y Margarita Xirgu y su teatro (1974).

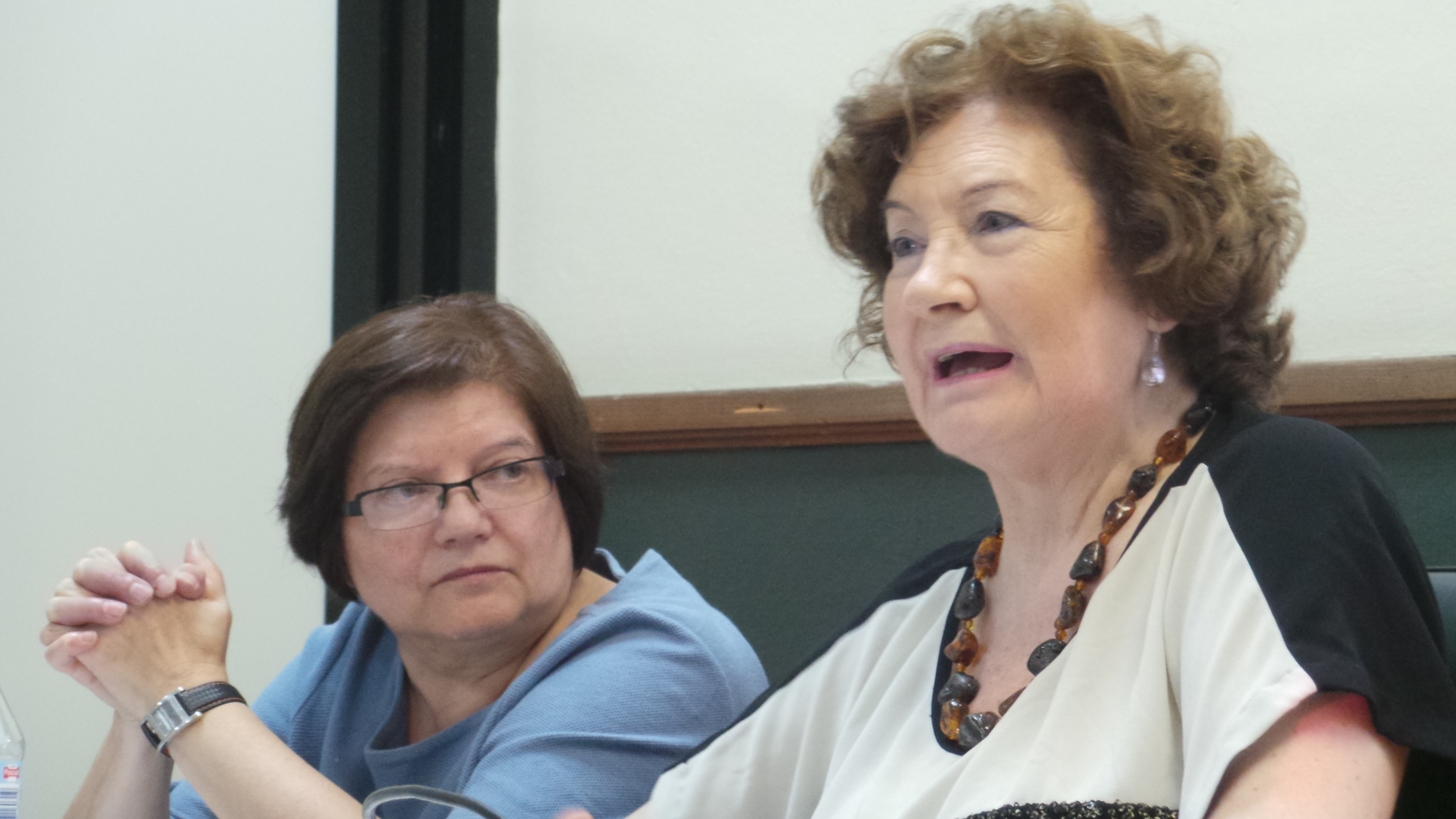
Antonina Rodrigo y Carmen García Colmenares en la Universidad de Verano de Estudios de Género. Palma de Mallorca 2015

Su trabajo divulgativo se caracteriza por la profundidad de la investigación de sus personajes en archivos y bibliotecas. Exiliadas, olvidadas, silenciadas, ilustres, perseguidas, anónimas... Por sus manos y su memoria han pasado decenas de mujeres de diferentes épocas, desde figuras reconocidas, como Mariana Pineda, María Lejárraga, Margarita Xirgu, Dolores Ibárruri, María Teresa León, Federica Montseny o María Zambrano, hasta activistas como Magda Donato o Rosario Sánchez Mora, La Dinamitera, pasando por feministas, científicas e intelectuales exiliadas como Amparo Poch, María Teresa Toral o Aurora Arnáiz, una de las primeras catedráticas de la Universidad de México, donde llegó exiliada.
De su experiencia en el exilio y de las inquietudes que despertó en ella la lucha por la supervivencia de los españoles en Francia tras la derrota de la guerra civil nacieron varios de sus libros, entre ellos Mujeres para la historia. La España silenciada del siglo XX (1979) prologado por la escritora catalana Montserrat Roig, una de sus obras más reeditadas o Mujer y exilio 1939, prologado por Manuel Vázquez Montalbán (1999).
Sus publicaciones han sido traducidas a varios idiomas.

## Premios y reconocimientos
- 1975 Premio Internacional de Periodismo Manuel de Falla.
- 1981 Finalista del Premio Espejo de España con Lorca-Dalí: una amistad traicionada.
- 1988 Premio Internacional Académie Européene des Arts.
- 1989 Premio Aldaba. Granada.
- 2000 Premio a la Lealtad Republicana de la Asociación Manuel Azaña. Madrid.
- 2006 Creu de Sant Jordi de la Generalidad de Cataluña.
- 2010 Premio María Zambrano. Sevilla.
- 2011 Premio Seco de Lucena de Periodismo. Granada.
- 2011 Premio Universidad de Sevilla, modalidad Prensa.
- 2012 Premio del Círculo Artístico Literario «El Semillero Azul» Barcelona.
- 2013 Premio Mariana Pineda a la Igualdad entre Mujeres y Hombres. Granada.[9]
- 2014 La Academia de Buenas Letras de Granada la eligió académica correspondiente en Barcelona, por unanimidad de sus miembros.[10]
- 2015 Medalla de Oro al mérito de la ciudad de Granada.[11][12]
- 2016 Premio Pozo de Plata de la Diputación Provincial de Granada.[13]
- 2017 Medalla de Andalucía.[14]
- 2017  Medalla "Resurrection" de la asociación Amics de Ravensbrück 2017
- 2018 Premio Córdoba por la Paz - Antonio Gala de Ensayo[15]
- 2020 Medalla de la Fundación Internacional Olof Palme, en su sede de Barcelona
- 2022 Doctora Honoris Causa por la Universidad de Granada.[16]

## Publicaciones
- Retablo de Nochebuena (1960)
- Almagro y su corral de comedias (1970)
- María Antonia la Caramba: el genio de la tonadilla en el Madrid goyesco (1972)
- Margarita Xirgu y su teatro (1974)
- García Lorca en Cataluña (1975)
- Mariana de Pineda, heroína de la libertad (1977)
- Doctor Trueta: héroe anónimo de dos guerras (1977)
- Mujeres de España: las silenciadas (1979)
- Lorca - Dalí : una amistad traicionada... (1981)
- Aleluyas de la vida y la muerte de Federico García Lorca (1982)
- Aleluyas de Mariana Pineda, Ángel Ganivet y García Lorca (1983)
- García Lorca, el amigo de Cataluña (1984)
- Memoria de Granada: Manuel Ángeles Ortiz y Federico García Lorca (1984)
- Figuras y estampas del Madrid Goyesco (1987)
- María Lejárraga, una mujer en la sombra (1992)
- La Huerta de San Vicente y otros paisajes y gentes (1997)
- Aleluyas de Mariana Pineda, Ángel Ganivet, García Lorca (1998)
- Mujer y exilio, 1939 (1999).
- María Malla, los sueños incandescentes (2000)
- Una mujer libre: Amparo Poch y Gascón, médica y anarquista (2002)
- Mujeres para la historia. La España silenciada del siglo XX (2003)
- García Lorca en el país de Dalí (2004)
- Ana María Dalí y Salvador, escenas de infancia y juventud, edición simultánea con su traducción al catalán (2008)
- María Teresa Toral, ciencia, compromiso y exilio (2012)
- Federica Montseny (2014)
- Mujeres Granadinas Represaliadas (2018)
- Mariana de Pineda. ¡Yo soy la Libertad, herida por los hombres! Antonina Rodrigo. La linterna sorda. (2019)
- Amparo Poch y Gascón. La vida por los otros. Guerra y exilio de una médica libertaria Antonina Rodrigo. La linterna sorda. (2020)

## Conferencias
- Tres mujeres de la 2ª República: Clara Campoamor, Victoria Kent y Frederica Montseny (1992). Acto organizado por la sección de historia del Ateneo Barcelonés.
- Mariana Pineda como modelo de actuación heroica (1997). Mariana Pineda como modelo de actuación heroica. Acto organizado por la sección de historia del Ateneo Barcelonés.
- Garcia Lorca i els seus amics catalans (1998). Acto organizado por la sección de literatura y lingüística del Ateneo Barcelonés.
- García Lorca, polièdric: taula rodona (1998). Acto organizado por la sección de literatura y lingüística del Ateneo Barcelonés.
- Les dones i la República: Xerrada a propòsit de la presentació del llibre "Las mujeres del exilio" (1999). Acto organizado por la sección de historia del Ateneo Barcelonés.
- La medicina al servei de l'alliberament humà: conferència a propòsit de la publicació del llibre "Una mujer libre, Amparo Poch Gascón" (2002). Acto organizado por la sección de historia del Ateneo Barcelonés.
- Jornada del Dia d'Andalusia a l'Ateneu (2002). Conferenciantes: Antonina Rodrigo, Eduard Moreno y Anton Ramos Espejo.
- Homenatge a Carlos Cano: un paseo por la vida y el pensamiento de Carlos Cano a través de sus canciones (2002). Conferenciantes: Antonina Rodrigo, Eduard Moreno y Bernat Castany.
- Homenatge a Margarita Xirgu (2005). Conferenciantes: Mario Gas, Josep Maria Loperena, Antonina Rodrigo y Ramon Serrano.
- Les condicions de la dona en temps de la Constitució de Cadis (2012). Acto organizado por la sección de historia del Ateneo Barcelonés.